# Alfred Albiol i Paps
Alfred Albiol i Paps (Godall, Montsià, 16 de novembre de 1945) és un advocat i polític català.

## Trajectòria
Llicenciat en dret i en organització d'empreses, s'ha especialitzat en dret societari i concursal. Ha estat professor de dret mercantil i vocal de la càtedra Consolat del Mar a la Universitat de Barcelona. A les eleccions municipals espanyoles de 1979 fou escollit regidor i tinent d'alcalde de l'ajuntament de Sant Boi de Llobregat, municipi on resideix, dins les llistes de Convergència Democràtica de Catalunya. De 1979 a 1981 fou diputat provincial, membre de la Comissió de Govern de la Diputació de Barcelona, Conseller i vocal de la Comissió Permanent de la Corporació Metropolitana de Barcelona.
Fou elegit diputat per la circumscripció de Barcelona a les eleccions al Parlament de Catalunya de 1980 i 1984 dins les llistes de Convergència i Unió, i presidí la comissió legislativa de justícia i dret del Parlament de Catalunya. De 1989 a 1993 formà part del consell d'administració de la Corporació Catalana de Ràdio i Televisió.
De 1990 a 1998 ha estat degà del Col·legi Oficial de Titulats Mercantils de Barcelona. Ha sigut secretari general del Registre d'Experts Comptables Judicials del Consell Superior de Col·legis Oficials de Titulats Mercantils i Empresarials d'Espanya.